# Carlos José Castilho
Carlos José Castilho, noto anche solo come Castilho (Rio de Janeiro, 27 novembre 1927 – Rio de Janeiro, 2 febbraio 1987) è stato un calciatore e allenatore di calcio brasiliano, di ruolo portiere.
È primatista di presenza con la maglia del Fluminense ed è stato campione del mondo per due volte (1958 e 1962) con la nazionale brasiliana.

## Caratteristiche tecniche
Dotato di ottima tecnica, compiva parate che sembravano aiutate dalla fortuna, per questo fu soprannominato dagli avversari Leiteria (Fortunato) e i tifosi del Fluminense lo chiamavano  São Castilho (San Castilho). Nel 1952 parò sei rigori. Daltonico, riteneva di essere avvantaggiato nel vedere rosse le palle gialle, anche se di sera era maggiormente in difficoltà con quelle bianche.

## Carriera

### Club
Castilho iniziò la carriera nell'Olaria nel 1945, per poi passare al Fluminense nel 1947. Alla Fluminense disputò 697 partite, record per il club, subendo 777 gol e restando imbattuto in 255 partite.
Viene anche ricordato come esempio di stoicismo: dopo il quinto infortunio a un dito della mano sinistra, quando il medico gli disse che ci sarebbero voluti due mesi di cure, decise di amputarlo parzialmente e due settimane dopo l'operazione ritornò a difendere la porta del Fluminense.

### Nazionale
Con la Nazionale brasiliana Castilho disputò 19 partite ufficiali subendo 19 gol e segnandone 1, la terza rete brasiliana in Brasile-Paraguay 4-2 al 70º minuto di gioco.
Con il Brasile partecipò a 4 Mondiali: nel 1950, nel 1954, dove fu titolare, nel 1958 e nel 1962, ottenendo un secondo posto nella prima edizione e vincendo le ultime due, nelle quali, tuttavia, non scese mai in campo.

### Dopo il ritiro
Dopo il ritiro dall'attività agonistica Castilho allenò diverse squadre in Brasile: il Vitória, l'Operário-MS, l'Internacional e il Santos, con cui vinse il Campionato Paulista nel 1984.
Si è suicidato il 2 febbraio 1987, a 59 anni, gettandosi dalla finestra dell'appartamento della ex moglie nel quartiere Bonsuccesso di Rio de Janeiro.

## Palmarès

### Giocatore

#### Club
- Campionato Carioca: 3

Fluminense: 1951, 1959, 1964
- Torneo Rio-San Paolo: 2

Fluminense: 1957, 1960

#### Nazionale
- Campeonato Sudamericano de Football: 1

Brasile 1949
- Campionato Panamericano: 1

1952
- Campionato mondiale: 2

Svezia 1958, Cile 1962

### Allenatore
- Campionato paulista: 1

Santos: 1984